# Alexander Iwanowitsch Pischtschikow
Alexander Pischtschikow (russisch Александр Иванович Пищиков, international zumeist Alexander Pishchikov; * 25. November 1945 in Priwolschski) ist ein russischer Jazzmusiker (Tenorsaxophon, Sopransaxophon und Flötist) und Komponist des Modern Jazz. Er gehörte zu den ersten und besten Musikern der ehemaligen UdSSR, die sich von John Coltrane inspirieren ließen. 

## Wirken
Pischtschikows künstlerischer Werdegang begann in Riga, als er 1961 Instrumentalsolist der philharmonischen Big Band unter der Leitung von Egil Schwarz wurde (Rigaer Estradenorchester). Zu seinen Erfolgen zählen Auftritte bei den Jazzfestivals im sowjetischen Estland (1960, 1967). In den 1960er-Jahren tourte er mit den Big Bands von Eddie Rosner und Anatoli Kroll. 
Gleichzeitig arbeitete Pischtschikow mit diversen kleineren Formationen zusammen (Quartette von Alexei Koslow und Kroll, Ensemble »Melodia« der sowjetischen Schallplattenfirma unter Georgiy Garanyan) und trat seit 1978 immer wieder als Leiter eines Quintetts auf.
Nach dem Zerfall der Sowjetunion spielte er in den Big Bands von Garanyan und Oleg Lundstrem, bevor er 1997 nach Deutschland auswanderte. Hier widmete sich  Pischtschikow zunehmend der Komposition, nahm konzeptionelle Alben mit internationalen Solisten auf und kooperierte mit dem Musikprojekt The Swinging Partysans.

## Diskographische Hinweise
- Alexander Pishchikov - Alexey Kruglov`s Quartet Birds (2013)